# Kabinett Mark
Die Exilregierung der Republik Estland unter Ministerpräsident Heinrich Mark („Kabinett Mark“) amtierte vom 8. Mai 1971 bis zum 1. März 1990. Sie war nach amtlicher Zählung die 32. Regierung der Republik Estland seit Ausrufung der staatlichen Unabhängigkeit 1918 und die vierte estnische Exilregierung nach der Besetzung der Estlands durch die Sowjetunion. Sie blieb 6874 Tage im Amt.

## Regierungsbildung
Am 23. Dezember 1970 starb im Exil in Stockholm das amtierende estnische Staatsoberhaupt Aleksander Warma. Das Amt übernahm nach Artikel 46 der estnischen Verfassung von 1938 am selben Tag der bisherige amtierende Ministerpräsident, Tõnis Kint (1896–1991).
Kint ernannte am 8. Mai 1971 den seit 1953 amtierenden Leiter der Staatskanzlei der Exilregierung, Heinrich Mark (1911–2004), zum neuen geschäftsführenden Ministerpräsidenten. Mark bildete am selben Tag ein Kabinett.

## Kabinettsmitglieder
| Ressort                                      | Name                | Amtszeit                          |
| -------------------------------------------- | ------------------- | --------------------------------- |
| Geschäftsführender Ministerpräsident im Exil | Heinrich Mark       | 8. Mai 1971 bis 1. März 1990      |
| Geschäftsführender Ministerpräsident im Exil | Enno Penno          | 1. März 1990 bis 20. Juni 1990    |
| Innenminister im Exil                        | Aksel Mark          | 8. Mai 1971 bis 20. Juni 1990     |
| Ministerin im Exil                           | Renate Kaasik       | 8. Mai 1971 bis 20. Juni 1990     |
| Minister im Exil                             | Verner Hans Puurand | 3. April 1973 bis 24. August 1977 |
| Wirtschaftsminister im Exil                  | Arvo Horm           | 8. Mai 1971 bis 24. Juni 1977     |
| Wirtschaftsminister im Exil                  | Verner Hans Puurand | 24. August 1977 bis 12. Juni 1983 |
| Sozialminister im Exil                       | Heino Valvur        | 8. Mai 1971 bis 20. Juni 1990     |
| Bildungsminister im Exil                     | Edgar Saks          | 8. Mai 1971 bis 11. April 1984    |
| Bildungsminister im Exil                     | Johan Ungerson      | 5. Juni 1985 bis 20. Juni 1990    |
| Minister im Exil                             | Ants Pallop         | 25. April 1973 bis 20. Juni 1990  |
| Minister im Exil                             | Arvo Horm           | 24. August 1977 bis 20. Juni 1990 |
| Außenminister im Exil                        | August Koern        | 8. Mai 1971 bis 13. Juni 1982     |
| Minister im Exil                             | Jaan Tiimusk        | 3. April 1973 bis 20. Juni 1990   |
| Landwirtschaftsminister im Exil              | Elmar Järvesoo      | 8. Mai 1971 bis 20. Juni 1990     |
| Minister im Exil                             | Olev Olesk          | 17. März 1986 bis 20. Juni 1990   |
| Gerichtsminister im Exil                     | August Kärsna       | 8. Mai 1971 bis 8. Februar 1987   |
| Verkehrsminister im Exil                     | Juhan Käis          | 5. Mai 1971 bis 12. November 1984 |
| Verkehrsminister im Exil                     | Mihkel Mathiesen    | 5. Juni 1985 – 20. Juni 1990      |
| Finanzminister im Exil                       | Ervin Jüri Nõmmera  | 28. August 1977 bis 20. Juni 1990 |
| Minister im Exil                             | Ivar Paljak         | 5. Juni 1985 bis 20. Juni 1990    |
| Kriegsminister im Exil                       | Avdy Andresson      | 3. April 1973 bis 1. März 1990    |
| Kriegsminister im Exil                       | Heinrich Mark       | 1. März 1990 bis 20. Juni 1990    |

## Ende des Kabinetts
Am 1. März 1990 wurde Heinrich Mark Nachfolger des 93-jährigen Tõnis Kint als Exil-Präsident der Republik Estland. Das Amt des Ministerpräsidenten übernahm Enno Penno (1930–2016). Am 20. Juni 1990 bildete Penno ein neues Exil-Kabinett.

## Politische Tätigkeit

### 1970er Jahre
Die Tätigkeit der estnischen Exilregierung mit offiziellem Sitz in Oslo war weithin symbolischer Natur zur Aufrechterhaltung der staatlichen Kontinuität der Republik Estland nach der sowjetischen Besetzung des Landes 1940/44.
Der Entspannungsprozess zwischen Ost und West in den 1970er Jahren brachte die estnische Exilregierung in eine schwierige Lage. Auch wenn die meisten westlichen Staaten die sowjetische Annexion der baltischen Staaten weiterhin völkerrechtlich nicht anerkannten (Hoover-Stimson-Doktrin), brachte die Schlussakte von Helsinki 1975 die Akzeptanz des Status quo in Europa und eine Verpflichtung zur Nichteinmischung in die inneren Angelegenheiten anderer Staaten mit sich. Dies konnte nicht im Interesse der estnischen Exilregierung sein, die die Frage einer Wiedererlangung der Unabhängigkeit der baltischen Staaten auf der internationalen Tagesordnung halten wollte.

### 1980er Jahre
Auf die politische Entwicklung innerhalb der Estnischen SSR in der zweiten Hälfte der 1980er Jahre, die von Glasnost und Perestroika gekennzeichnet waren, hatte die Exilregierung wenig Einfluss. Insbesondere auf die unter dem Namen „Volksfront“ (Rahvarinne) bekannt gewordene bürgerlich-nationale Oppositionsbewegung in Estland, die das Land schließlich zu freien Wahlen und in die Unabhängigkeit von der Sowjetunion führte, hatte die Exilregierung kaum Einfluss.